# غريتشن مول

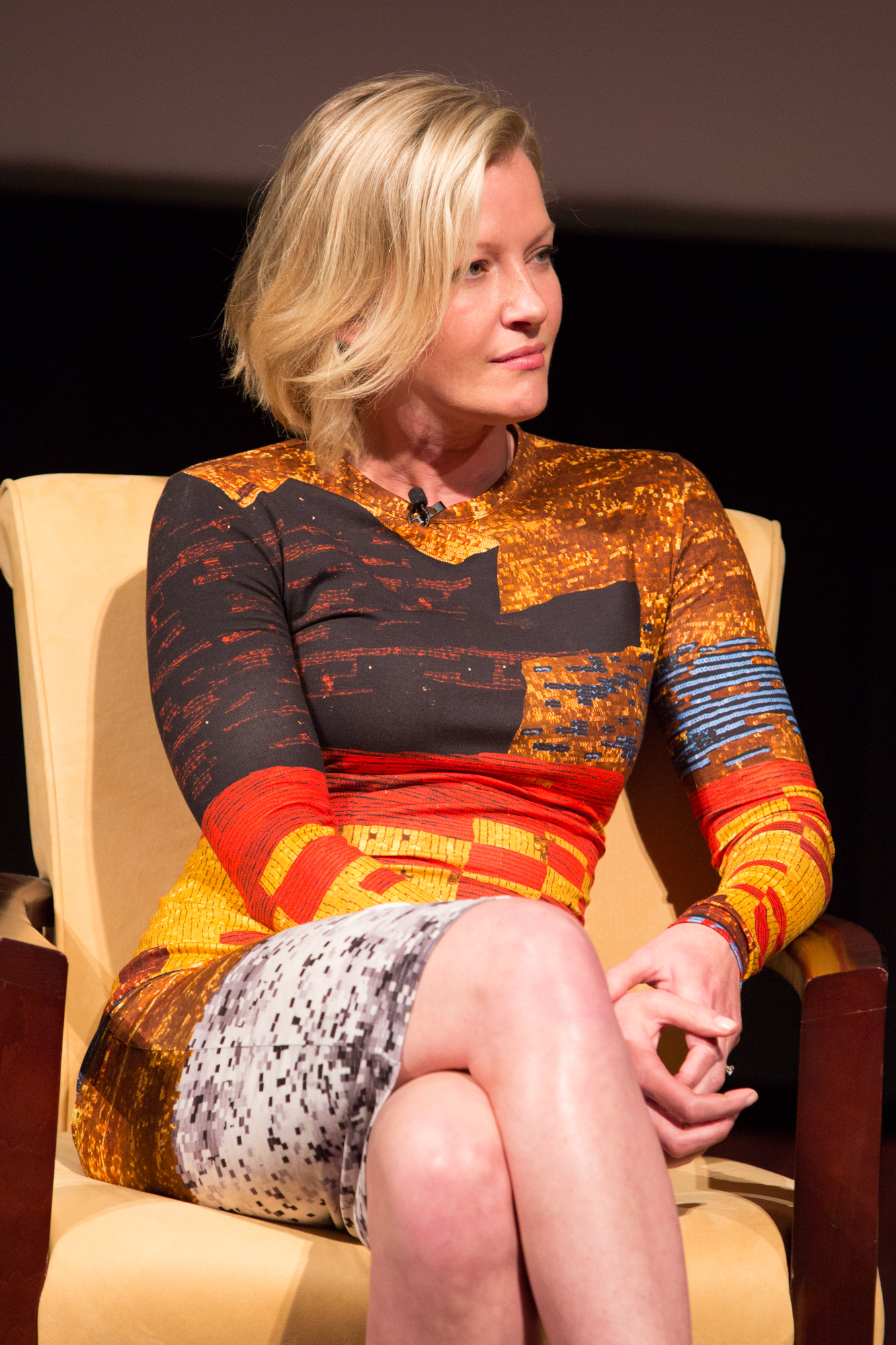
مول خلال حديثها عن مسلسلها الجديد ممر الإمبراطورية سنة 2015.

غريتشن مول (بالألمانية: Gretchen Mol)‏ (8 نوفمبر 1972) هي ممثلة وعارضة أمريكية اشتُهِرت من خلال أفلام شهرة، 3:10 إلى يوما والطابق الثالث عشر. كما ظهرت أيضا في مسلسل إتش بي أو؛ ممر الإمبراطورية.

## حياتها المبكرة
ولدت غريتشن في 8 نوفمبر 1972 ببلدة ديب ريفر، كونيتيكت في ولاية كونيتيكت الأمريكية، والدتها هي «جانيت» فنانة ومعلمة، ووالدها مدرس في مدرسة ثانوية. التحقت مول بأكاديمية الدراما والموسيقى الأمريكية وتخرجت منه. عملت لبعض من الزمن في مركز سينمائي يدعى «مركز أنجيليكا للفيلم» ثم انتقلت إلى مانهاتن حيث حصلت هناك على فرصة للعمل في «مطعم ميشيل» في نيويورك.

## الحياة الفنية

### في المسرح
بدأت غريتشن التمثيل في ذروة موسم المسرح في الصيف حيث لعبت عدة أدوار مسرحية، من أهمها دورها في مسرحية شكل الأشياء التي عرضت في لندن ونيويورك في 2001. كما شاركت أيضا في مسرحية موسيقية لعدة سنوات كراقصة ومغنية في سلسلة مسرحيات شيكاغو الموسيقية. ولآخر مرة شاركت في مسرحية يهان في موسم 2013–2014.

### في السينما
في 1994 ظهرت مول في صورة التقطها المصور الفوتوغرافي «دافيد ويليام» وعلقت الصورة في سنترال بارك بنيويورك. حيث ظهرت بشكل احترافي في صورة بنظام الأبيض والأسود، ثم بعدها بأسابيع ظهرت الصورة على غلاف مجلة دبليو بشكل مثير. فأنهت عملها في عرض الأزياء وقررت التحول نحو التمثيل.
ظهرت في السينما لأول مرة مع المخرج سبايك لي في فيلم الفتاة 6 سنة 1996 بعدما اجتازت اختبارات التمثيل في غايدنغ لايت. بعدها استدعاها المخرج أبيل فيرارا في أفلام الجنازة، فندق روز الجديد ودوني براسكو، حيث لعبت فيهم دور «صديقة البطل». ثم في 1998 طلبها المخرج جود لو في فيلم موسيقى من غرفة أخرى الذي حصلت فيه على مراجعات إيجابية.

### في التلفزيون
شاركت في التلفزيون لأول مرة في إعلان لكوكاكولا. كما حصلت على دور صغير في مسلسل الرجال الموتى السائرون في 1996 ودور آخر في مسلسل مدينة سبين في 1998، ثم دور ثالث في مسلسل نادي الفتيات في 2002 لكنه لم يكتب له العرض بعد الإعلان عن إلغاء عرضه مباشرة بعد صدوره.
في 2002 شاركت في إعادة إنتاج لفيلم آل أمبرسون الأجلاء على شكل مسلسل. ثم اختفت عن التلفزيون حتى العام 2008 في مسلسل الابنة قوية الذاكرة الذي عرض على قناة لايف تايم في أبريل 2008.
في 2009 شاركت في مسلسل لهيئة الإذاعة الأمريكية باسم الحياة في المريخ المقتبس من مسلسل بريطاني من نفس الاسم، وعرض بين سنتي 2008 و 2009 من 17 حلقة. ثم ظهرت على إتش بي أو في مسلسل ممر الإمبراطورية في سبتمبر 2010. ومن المفترض أن تظهر مرة أخرى في مسلسل سبع ثوان لشركة نتفليكس عام 2018.

## أعمالها

### الأفلام
| السنة | العنوان                           |
| ----- | --------------------------------- |
| 1996  | Girl 6                            |
| 1996  | The Funeral                       |
| 1997  | دوني براسكو                       |
| 1997  | The Last Time I Committed Suicide |
| 1997  | The Deli                          |
| 1998  | Too Tired to Die                  |
| 1998  | Music from Another Room           |
| 1998  | Rounders                          |
| 1998  | New Rose Hotel                    |
| 1998  | شهرة (فيلم)                       |
| 1998  | Finding Graceland                 |
| 1998  | Bleach                            |
| 1999  | الطابق الثالث عشر                 |
| 1999  | Cradle Will Rock                  |
| 1999  | Sweet and Lowdown                 |
| 1999  | Forever Mine                      |
| 2000  | Zoe Loses It                      |
| 2000  | Attraction                        |
| 2000  | Get Carter                        |
| 2003  | The Shape of Things               |
| 2004  | Heavy Put-Away                    |
| 2005  | The Notorious Bettie Page         |
| 2006  | Puccini for Beginners             |
| 2007  | العشرة                            |
| 2007  | Trainwreck: My Life as an Idiot   |
| 2007  | 3:10 إلى يوما (فيلم 2007)         |
| 2008  | An American Affair                |
| 2008  | تينور (فيلم)                      |
| 2014  | Laggies                           |
| 2015  | True Story                        |
| 2015  | Anesthesia                        |
| 2016  | Manchester by the Sea             |
| 2016  | A Family Man                      |

### التلفزيون
| السنة     | العنوان                      |
| --------- | ---------------------------- |
| 1996      | Dead Man's Walk              |
| 1996      | Spin City                    |
| 1996      | Calm at Sunset, Calm at Dawn |
| 2000      | Picnic                       |
| 2002      | The Magnificent Ambersons    |
| 2002      | Girls Club                   |
| 2002      | Freshening Up                |
| 2007      | The Valley of Light          |
| 2008      | The Memory Keeper's Daughter |
| 2008–2009 | Life on Mars                 |
| 2010–2014 | Boardwalk Empire             |
| 2015      | Mozart in the Jungle         |
| 2016      | Chance                       |
| 2018      | Nightflyers                  |
| 2018      | Seven Seconds                |